# Montauban-de-Bretagne
Montauban-de-Bretagne község Franciaországban, Ille-et-Vilaine megyében. Lakosainak száma 6574 fő (2022. január 1.). Montauban-de-Bretagne Bédée, Boisgervilly, Le Crouais, Iffendic, Landujan, Médréac, Quédillac, Saint-Onen-la-Chapelle, Saint-Uniac és La Chapelle du Lou du Lac községekkel határos.
Új községként 2019. január 1-jén jött létre a korábbi Montauban-de-Bretagne és Saint-M’Hervon korábbi község egyesítésével.

## Népesség
A település népességének változása:
| Lakosok száma | 5747 | 5840 | 5946 | 6086 | 6246 | 6410 | 6574 |
|               | 2016 | 2017 | 2018 | 2019 | 2020 | 2021 | 2022 |